# Bad to the Bone
Bad to the Bone – piosenka rockowa zespołu George Thorogood and the Destroyers, wydana w 1982 roku jako singel promujący album pod tym samym tytułem.

## Charakterystyka
Była to pierwsza piosenka napisana przez George’a Thorogooda na własne potrzeby. Pomysł na stworzenie utworu, który w zamierzeniu byłby hitem, powstał w okresie, kiedy Thorogood koncertował wspólnie z The Rolling Stones i The J. Geils Band. Muzyk stwierdził wówczas, że musi napisać piosenkę, dzięki której zostanie zapamiętany. Thorogood pisał piosenkę przez kilka miesięcy w latach 1981–1982.
Utwór jest oparty na bluesowej piosence Bo Diddleya „I’m a Man”, jako że Diddley był jednym z muzycznych autorytetów George’a Thorogooda. Wersja Thorogooda jest cięższa, ponieważ występującą w Diddleya harmonijkę ustną zastąpiono gitarą. W utworze podmiot liryczny twierdzi, że jest „zły do szpiku kości”, to znaczy w ogóle nie ma w nim dobra. Tą piosenką George Thorogood spopularyzował wyrażenie „bad to the bone” w Stanach Zjednoczonych.
Do piosenki zrealizowano teledysk. Jednym z wątków teledysku jest gra Thorogooda z Diddleyem w bilard. W klipie pojawia się także zawodowy bilardzista Willie Mosconi.

## Odbiór
Piosenka była coverowana m.in. przez Z-Rock Hawaii (1996), Molly Hatchet (2008), Kena Tamplina (2012), ApologetiX (2016) czy Carolyn Wonderland (2017), a sample z niej wykorzystali m.in. Wu-Tang Clan („Fast Shadow”, 2000), Anal Cunt („Bald to the Bone”, 2004) i Nate Dogg („Bad Girls”, 2004).
Utwór wykorzystano w około 25 filmach, w tym w takich jak: Slayground (1983), Christine (1983), Zabójcza broń (1987), Rozmowy radiowe (1988), Kochany urwis (1990), Terminator 2: Dzień sądu (1991), Kochany urwis 2 (1991), Krew z krwi, kość z kości (1993), Szczeniackie wojsko (1995), Nie wierzcie bliźniaczkom (1998), 3000 mil do Graceland (2001), Joe Dirt (2001), Strażacki pies (2007), Cziłała z Beverly Hills (2008), Piękna Kate (2009), Lucky Luke (2009), Transylmania (2009), Psy i koty: Odwet Kitty (2010), Megamocny (2010), Muppety (2011), Miłość po francusku (2013), Baranek Shaun (2015), Odważ się zdobyć faceta (2015), Dzielny kogut Maniek (2015) oraz To dla twojego dobra (2017). Drogi Mikołaju (2024).Piosenka pojawiła się także w serialach i programach telewizyjnych: Top Gear, Miasteczko South Park, Siostra Jackie, Na imię mi Earl, Las Vegas, Jim wie lepiej, Trzecia planeta od Słońca, Świat według Bundych, Policjanci z Miami i Lucyfer. Piosenka została także zacytowana w serialu Dobre miejsce (odc. „A Chip Driver Mystery”, w którym została opisana jako „okropna piosenka okropnego muzyka”).

## Wykonawcy
- George Thorogood – wokal, gitara
- Bill Blough – gitara basowa
- Jeff Simon – perkusja
- Hank Carter – saksofon[4]